# Eduard Kern (Politiker)
Eduard Ferdinand Kern (* 15. Juli 1900 in Landau in der Pfalz; † 17. September 1966 ebenda) war ein deutscher Forstwirt, Verbandsfunktionär und Politiker (FDP, SPD).

## Leben
Kern besuchte die Volksschule und die Realschule in Landau. Er legte das Abitur an der Oberrealschule in Ludwigshafen am Rhein ab und absolvierte im Anschluss ein Studium der Forstwissenschaft in München. Nach Abschluss des Referendariates in Annweiler am Trifels übernahm er 1926 von seinem Vater die Leitung eines Baumschul- und Obstbaubetriebes mit Sitz in Landau. Neben seiner Tätigkeit als Baumschulbesitzer bekleidete er Funktionen in berufsständischen Interessenvertretungen, unter anderem als Vorsitzender des Bundes deutscher Baumschulen, als Vorsitzender des Verbandes Rheinpfälzischer Klein- und Obstbrennereien sowie als stellvertretender Vorsitzender des Verbandes des pfälzischen Gemüse-, Obst- und Gartenbaus.
Kern war vor 1933 Mitglied der Deutschnationalen Volkspartei (DNVP) und bis zu seinem Eintritt in die SA Mitglied im Stahlhelm.
Nach 1945 gehörte er zu den Gründern des Sozialen Volksbundes (SV) in Landau, der sich auf Landesebene mit der Liberalen Partei (LP) zur FDP Rheinland-Pfalz zusammenschloss.
Kern war Ratsherr der Stadt Landau. Bei den Landtagswahlen 1951 und 1955 wurde er jeweils als Abgeordneter in den Rheinland-Pfälzischen Landtag gewählt, dem er bis 1959 angehörte. Im Parlament war er von 1951 bis 1959 Mitglied des Grenzlandausschusses und von 1951 bis 1955 Mitglied des Petitionsausschusses. 1958 erfolgte sein Eintritt in die SPD und am 10. November 1958 sein Übertritt zur SPD-Landtagsfraktion. Seine Kandidatur zum Deutschen Bundestag bei der Bundestagswahl 1953 verlief erfolglos.